# L'Apothéose d'Homère
Pour la peinture de Salvador Dalí, voir L'Apothéose d'Homère (Dali).
L'Apothéose d'Homère, dit aussi Homère déifié, est une grande toile de Jean-Auguste-Dominique Ingres exposée au musée du Louvre et datée de 1827.

## Genèse de l’œuvre
L’œuvre est une commande de l'État pour la décoration d'un plafond du musée Charles X au Louvre (actuelles salles égyptiennes), elle fait partie du projet de renouveau de la grande commande royale que désire Charles X pour s'inscrire dans la grande tradition des Bourbons au Louvre. On l'y descendit en 1855 et on la remplaça la même année par une copie due aux artistes Paul et Raymond Balze (en collaboration avec Michel Dumas).
Le livret du tableau au catalogue de l'époque décrivait ainsi la toile : « Homère reçoit l'hommage de tous les grands hommes de la Grèce, de Rome et des temps modernes. L'Univers le couronne, Hérodote fait fumer de l'encens. L’Iliade et l’Odyssée sont à ses pieds. » Le personnage portant une épée symbolise l'Iliade, et celui doté d'une rame représente l'Odyssée .

## Réalisation de l’œuvre

### Les Études
Par cette cette œuvre, Ingres entend rivaliser avec Raphaël et sa fresque l'École d'Athènes. Il y travaille de la façon la plus minutieuse, traçant plus de cent dessins dans lesquels il précise peu à peu l'ordonnance et les détails de son œuvre.
| Tableau | Titre | Date      | Dimensions                                      | Référence  | Lieu de conservation                |
| ------- | --- | --------- | ----------------------------------------------- | ---------- | ----------------------------------- |
|         | Étude de pieds pour L'Apothéose d'Homère                                                                       | 1826-1827 | 17 × 22 cm                                      | Rmn        | Paris, Musée du Louvre              |
|         | Études pour l'Apothéose d'Homère (1827, Louvre): profil et mains de Raphaël, d’Apelle, de Racine et de Poussin | 1826-1827 | 37 × 27 cm                                      | Base Atlas | Paris, Musée du Louvre              |
|         | Études pour l'Apothéose d'Homère (1827, Louvre) : mains de Virgile, Corneille, Euripide et Shakespeare         | 1826-1827 | 34 × 31 cm                                      | Base Atlas | Paris, musée du Louvre              |
|         | Tête d'Ulysse                                                                                                  | 1827      | 25,1 × 19,2 cm                                  | Musée      | Washington, National Gallery of Art |
|         | Tête de Boileau                                                                                                | 1827      | huile sur papier sur toile 26 × 21 cm           | Musée      | Montauban, Musée Ingres             |
|         | Pindare et Ictinus                                                                                             | 1830-1867 | huile sur toile sur bois 35 × 28 cm             | Musée      | Londres, National Gallery           |
|         | Phidias Étude pour l'Apothéose d'Homère                                                                        | 1827      | 32,4 × 35,6 cm                                  | Musée      | Musée d'Art de San Diego            |
|         | Étude pour L'Apothéose d'Homère femme debout tenant une couronne de lauriers                                   | 1827      | huile sur papier marouflée sur toile 26 × 27 cm | Musée      | Musée Bonnat, Bayonne               |

### La composition
La composition en est d'un groupement symétrique et « centrée » à la manière classique. Le dessin y atteint un très haut niveau de précision. Les couleurs, très fraîches et claires, devaient donner une impression de fresque. Selon Sébastien Allard, « la tentation archaïsante, la pureté du dessin, devaient rappeler la naissance de la peinture sur les vases grecs exposés en dessous. » 
Parmi les figures de l'Antiquité, peintes en pied et situées de part et d'autre d'Homère, Ingres a peint le poète tragique Eschyle avec un rouleau de parchemin mentionnant les titres de trois de ses tragédies (les Perses, les Choéphores, Agamemnon), le peintre Apelle avec ses pinceaux et sa palette, le poète Pindare avec une lyre, ainsi que le sculpteur Phidias avec un maillet. Seuls deux artistes modernes, Raphaël et Dante, sont introduits dans ce groupe.
Placés plus bas, coupés à mi-corps, se trouvent des artistes classiques du siècle de Louis XIV, comme les écrivains Racine (celui-ci tient, comme Eschyle, un rouleau où l'on lit les titres de trois de ses plus grandes tragédies (Phèdre, Iphigénie, Andromaque), Boileau, Molière, Corneille, La Fontaine, ou le peintre Nicolas Poussin. Le portrait de ce dernier a été directement copié de son autoportrait conservé au musée du Louvre, ce qui illustre le travail de recherche effectué pour la toile.
On lit sous le trône d'Homère la dédicace ἀνδρῶν ἡρώων κοσμήτορι : « à l'ordonnateur d'hommes demi-dieux » (la formule est tirée de l'épitaphe que, selon la Vita Romana, Homère s'était composée). Les deux figures allégoriques assises aux pieds du Poète représentent l'Iliade (en tunique rouge, avec le glaive d'Achille) et l'Odyssée (drapée dans un manteau vert, avec la rame d'Ulysse).
L'inscription ornant le degré médian est une épigramme tirée de l'Anthologie grecque : Εἰ θεός ἐστιν Ὅμηρος, ἐν ἀθανάτοισι σεβέσθω· εἰ δ᾿ αὖ μὴ θεός ἐστι, νομιζέσθω θεὸς εἶναι. « Si Homère est un dieu, qu'il soit honoré parmi les immortels ; s'il n'en est pas un, qu'il soit considéré comme tel. »
Le degré inférieur présente quant à lui deux citations tirées de deux fameux traités anciens de rhétorique :
- Modeste tamen et circumspecto iudicio de tantis viris pronuntiandum, ne (quod plerisque accidit) damnent quae non intelligunt. Ac si necesse est in alteram errare partem, omnia eorum legentibus placere quam multa displicere maluerim. (Quintilien, Institution Oratoire, X, 1)  « Ce n'est toutefois qu'avec réserve et circonspection qu'il faut prononcer sur ces grands hommes, de peur de s'exposer, comme tant de gens, à condamner ce qu'on n'entend pas; et si l'alternative était inévitable, j'aimerais encore mieux un lecteur à qui tout plaît en eux, qu'un autre à qui beaucoup de choses déplaisent. » (Traduction de Charles Nisard, 1875)

- Ἐνδείκνυται δ᾿ ἡμῖν οὗτος ἁνήρ, εἰ βουλοίμεθα μὴ κατολιγωρεῖν, ὡς καὶ ἄλλη τις παρὰ τὰ εἰρημένα ὁδὸς ἐπὶ τὰ ὑψηλὰ τείνει. ποία δὲ καὶ τίς αὕτη; τῶν ἔμπροσθεν μεγάλων συγγραφέων καὶ ποιητῶν μίμησίς τε καὶ ζήλωσις. καὶ τούτου γε, φίλτατε, ἀπρὶξ ἐχώμεθα τοῦ σκοποῦ. (Pseudo-Longin, Du Sublime, 13)  « Au reste ce philosophe (Platon) nous a encore enseigné un autre chemin, si nous ne voulons point le négliger, qui nous peut conduire au sublime. Quel est ce chemin ? c'est l’imitation et l'émulation des poètes et des écrivains illustres qui ont vécu devant nous. Car c'est le but que nous devons toujours nous mettre devant les yeux. » (Traduction de Nicolas Boileau, 1674)

## Une œuvre typique du néoclassicisme
Cette œuvre aux nombreux personnages constitue une sorte de profession de foi classique, qui, en son genre, est très réussie. Cette impression fut renforcée à l'époque par la présentation en pendant de ce tableau, au même Salon, de La Mort de Sardanapale de Delacroix, inscrivant Ingres (considéré à ses débuts comme révolutionnaire) dans la plus pure tradition néoclassique face au renouveau romantique.